# Vysoké nad Jizerou
Vysoké nad Jizerou (deutsch Hochstadt an der Iser) ist eine Stadt in Tschechien. Sie liegt 16 Kilometer südöstlich von Jablonec nad Nisou und gehört zum Okres Semily.

## Geographie

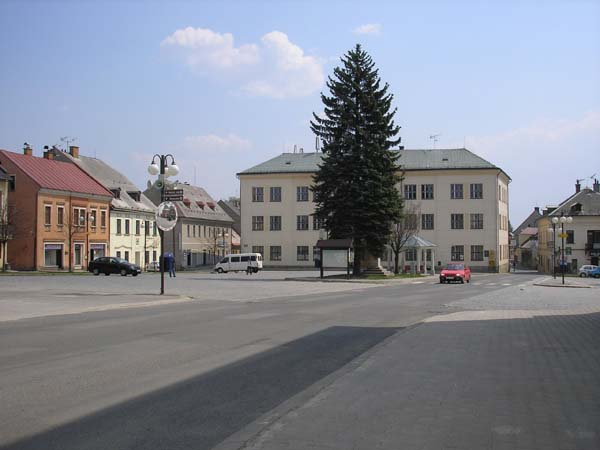
Vysoké nad Jizerou

Die Stadt befindet sich westlich des Riesengebirges rechts des Isertales auf einem Sattel des Eisenbroder Berglandes (Železnobrodská vrchovina). Durch Vysoké führt die Staatsstraße 290 von Kořenov nach Nová Ves.
Nachbarorte sind Hořensko, Sklenařice und Dolánky im Norden, Jablonec nad Jizerou und Dolní Tříč im Nordosten, Horní Tříč im Osten, Jilem und Poniklá im Südosten, Roprachtice im Süden, Stará Ves, Jesenný und Roztoky u Semil im Südwesten, Stanový im Westen sowie Počátky und Zlatá Olešnice im Nordwesten.

## Geschichte
Der Ort entstand in der ersten Hälfte des 14. Jahrhunderts. Erste Erwähnung fand er im Jahre 1352. Am 4. August 1354 wurde er unter dem Namen Alta ciuitas zur Stadt erhoben. Das Städtchen gehörte zum Besitz der Waldsteiner auf Burg Nístějka (südöstlich des Ortes, nahe Hradsko) und war der Handelsplatz der Herrschaft. In der Umgebung wurden Gold und andere Metalle gefördert. Der Waldreichtum führte zur Errichtung von Köhlereien. Außerdem entstand eine Glashütte. Hochstadt erlangte bald Privilegien, die bis zur Blutgerichtsbarkeit reichten. Während der Kämpfe zwischen Georg von Podiebrad und Matthias Corvinus um die böhmische Krone wurde die Burg Nístějka einschließlich Hochstadt zerstört. Die Burg blieb wüst; Hochstadt verlor seine Bedeutung und sank zum Markt herab. Während des Dreißigjährigen Krieges erlitt Hochstadt Schäden durch schwedische Truppen. In der zweiten Hälfte des 18. Jahrhunderts begann ein erneuter Aufschwung. Dieser führte auch zu einem hohen kulturellen Niveau und zur Gründung eines Laienspieltheaters im Jahre 1786.
Am 29. Juli 1834 zerstörte ein verheerender Stadtbrand das hölzerne Rathaus und 142 Wohnhäuser. Dabei schmolzen die beiden Kirchenglocken und die Urkunden und Stadtbücher verbrannten.
Hochstadt gehörte bis zur Ablösung der Patrimonialherrschaften zur Herrschaft Semil.

## Gemeindegliederung
Die Stadt Vysoké nad Jizerou besteht aus den Ortsteilen Helkovice (Helkowitz), Horní Tříč (Ober Tschitsch), Sklenařice (Glaserdorf, auch: Glasersdorf), Stará Ves (Altendorf) und Vysoké nad Jizerou (Hochstadt an der Iser).
Das Gemeindegebiet gliedert sich in die Katastralbezirke Helkovice, Sklenařice, Stará Ves u Vysokého nad Jizerou, Tříč (Tschitsch) und Vysoké nad Jizerou.

## Sehenswürdigkeiten
- Katharinenkirche, erbaut 1725–1734
- Reste der Burg Nístějka an der Iser
- Bürgerhäuser
- Heimatmuseum

## Söhne und Töchter der Stadt
- Karel Kramář (1860–1937), tschechischer Politiker
- Josef Bím (1901–1934), Skisportler
- Miloslav Bělonožník (1918–2010), Skispringer
- Olga Šilhánová (1920–1986), Turnerin
- Vlastimil Melich (1928–1978), Nordischer Kombinierer und Skilangläufer